# Park Je-un
Park Je-un (* 11. März 1993 in Pyeongchang) ist ein südkoreanischer Nordischer Kombinierer, der auch unregelmäßig als Spezialspringer aktiv ist.

## Karriere
Als Skispringer gab Park sein internationales Debüt am 7. und 8. August 2009 beim FIS-Cup in Predazzo. Er verpasste mit den Plätzen 81 und 67 aber deutlich die Punkteränge. Auch bei weiteren Starts im FIS-Cup 2009/10 kam er nicht über Rang 62 hinaus. Sein internationales Debüt als Nordischer Kombinierer gab Park bei den Nordischen Junioren-Skiweltmeisterschaften 2010 in Hinterzarten. Dabei belegte er den 61. Rang im Gundersen-Wettbewerb (Normalschanze/5 km). Bei der Junioren-WM startete er auch als Skispringer im Einzelwettbewerb von der Normalschanze, bei dem er disqualifiziert wurde.
In der Saison 2010/11 war Park zunächst weiter als Skispringer aktiv. Beim FIS-Cup-Springen am 17. Dezember 2011 in Notodden holte er als 30. seinen ersten Punkt, nachdem er am Vortag als 31. noch knapp die Punkteränge verpasste. Am 12. und 13. Januar 2011 debütierte er im Skisprung-Continental-Cup in Pyeongchang. Im Sommer 2011 startete er in Courchevel erneut bei zwei COC-Springen. Bei diesen vier COC-Teilnahmen konnte er aber keine Punkte holen. An den Nordischen Junioren-Skiweltmeisterschaften 2013 in Liberec nahm er nur als Skispringer teil und belegte dabei den 51. Platz im Einzel.
Ab der Saison 2013/14 war Park international vorrangig als Nordischer Kombinierer aktiv. Am 18. und 19. Dezember 2013 gab er in Soldier Hollow sein Debüt im Continental Cup der Nordischen Kombination, verpasste dabei aber die Punkteränge.
Obwohl er zuvor nicht im Weltcup zum Einsatz kam, wurde er von der Korea Ski Association für die Nordischen Skiweltmeisterschaften 2015 in Falun nominiert. Bei den beiden Einzelwettbewerben belegte er den 49. Platz (Gundersen Normalschanze) und den 43. Platz (Gundersen Großschanze). Beim Continental Cup in Soldier Hollow am 11. Dezember 2015 holte er als 24. seine ersten COC-Punkte. Im Januar 2016 erreichte er als Sechster in Pyeongchang seine erste Top-Ten-Platzierung im COC. Am 26. Februar 2016 debütierte er in Val di Fiemme im Weltcup der Nordischen Kombination. Er bestritt gemeinsam mit Kim Bong-Joo den Team-Sprint und sie beendeten den Wettkampf auf den 15. Platz. Zwei Tage später belegte er im Gundersen-Wettbewerb von der Großschanze den 39. Platz. Seine ersten Weltcuppunkte sammelte er in der Saison 2016/17 beim Heimweltcup in Pyeongchang. Nachdem er am 4. Februar 2017 im Gundersen-Wettbewerb von der Großschanze mit dem 31. Platz die Weltcuppunkte verpasste, sammelte er einen Tag später mit dem 30. Platz im Gundersen-Wettbewerb von der Großschanze. Für Südkorea nahm er an den Nordischen Skiweltmeisterschaften 2017 in Lahti teil und belegte beim Gundersen-Wettbewerb von der Normalschanze den 51. Platz und von der Großschanze den 50. Platz.
Im Februar 2018 nahm Park an den Olympischen Winterspielen in Pyeongchang in seinem Heimatland teil. Dort ging er sowohl als Nordischer Kombinierer als auch als Skispringer an den Start. In den Wettbewerben der Nordischen Kombination belegte er den 46. Platz im Gundersen-Wettbewerb auf der Normalschanze und den 47. Platz im Gundersen-Wettbewerb auf der Großschanze. Als Skispringer nahm er am Mannschaftswettbewerb auf der Großschanze teil und belegte mit der südkoreanischen Mannschaft, die einen Startplatz als Gastgeber hatte, den zwölften und damit letzten Rang.